# Liste der Kulturdenkmale im Landkreis Mittelsachsen

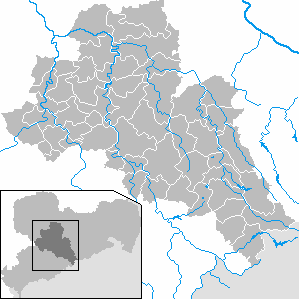
Karte des Landkreises Mittelsachsen

In der Liste der Kulturdenkmale im Landkreis Mittelsachsen sind die Kulturdenkmale im Landkreis Mittelsachsen aufgelistet. Grundlage der Einzellisten sind die in den jeweiligen Listen angegebenen Quellen. Die Anmerkungen sind zu beachten.
Diese Liste ist eine Teilliste der Liste der Kulturdenkmale in Sachsen.

## Aufteilung
Wegen der großen Anzahl von Kulturdenkmalen im Landkreis Mittelsachsen ist diese Liste in Teillisten nach den Städten und Gemeinden aufgeteilt.
| - Brand-Erbisdorf - Gränitz - Himmelsfürst - Langenau | - Linda - Oberreichenbach - St. Michaelis |

| - Döbeln - Beicha - Bormitz - Choren - Dreißig - Ebersbach - Forchheim - Gärtitz - Geleitshäuser - Gertitzsch - Gödelitz - Großbauchlitz - Großsteinbach - Kleinbauchlitz - Leschen - Limmritz - Maltitz - Mannsdorf - Meila | - Mochau - Neudorf - Neugreußnig - Nöthschütz - Oberranschütz - Präbschütz - Schallhausen - Schweimnitz - Schweta - Simselwitz - Stockhausen - Technitz - Theeschütz - Töpeln - Wöllsdorf - Ziegra - Zschackwitz - Zschäschütz |

| - Erlau - Beerwalde - Crossen - Milkau - Naundorf | - Neugepülzig - Sachsendorf - Schweikershain - Theesdorf |

| - Flöha - Altenhain - Dittersbach - Hausdorf | - Irbersdorf - Langenstriegis - Mühlbach - Sachsenburg |

| - Altstadt, A–K - Altstadt, L–Z - Nord - Ost - Süd | - West - Halsbach - Kleinwaltersdorf - Zug - Revierwasserlaufanstalt Freiberg |

| - Geringswalde - Aitzendorf - Altgeringswalde - Arras | - Dittmannsdorf - Holzhausen - Hoyersdorf - Neuwallwitz |

| - Großschirma - Großvoigtsberg - Hohentanne - Kleinvoigtsberg - Obergruna | - Reichenbach - Rothenfurth - Seifersdorf - Siebenlehn |

| - Großweitzschen - Bennewitz - Döschütz - Eichardt - Gadewitz - Gallschütz - Göldnitz - Graumnitz - Hochweitzschen - Höckendorf - Jeßnitz - Kleinweitzschen | - Mockritz - Obergoseln - Redemitz - Strocken - Strölla - Tronitz - Westewitz - Wollsdorf - Zaschwitz - Zschepplitz - Zschörnewitz |

| - Hainichen - Bockendorf - Cunnersdorf - Eulendorf - Falkenau | - Gersdorf - Riechberg - Schlegel - Siegfried |

| - Halsbrücke - Conradsdorf - Erlicht - Falkenberg - Haida | - Hetzdorf - Krummenhennersdorf - Niederschöna - Oberschaar - Tuttendorf |

| - Hartha - Diedenhain - Gersdorf - Kieselbach - Langenau - Nauhain - Neudörfchen | - Saalbach - Schönerstädt - Seifersdorf - Steina - Wallbach - Wendishain |

| - Auerschütz - Auterwitz - Baderitz - Beutig - Binnewitz - Clanzschwitz - Delmschütz - Döhlen - Dürrweitzschen - Glaucha - Goselitz - Jahna - Kattnitz - Kiebitz - Lüttewitz - Lützschnitz - Münchhof | - Niederlützschera - Noschkowitz - Oberlützschera - Obersteina - Ostrau - Ottewig - Pulsitz - Rittmitz - Schmorren - Schrebitz - Sömnitz - Töllschütz - Trebanitz - Zschaitz - Zschochau - Zunschwitz |

| - Königsfeld - Doberenz - Köttwitzsch - Leupahn - Leutenhain | - Schwarzbach - Seupahn - Stollsdorf - Weiditz - Weißbach |

| - Kriebstein - Ehrenberg - Erlebach - Grünlichtenberg | - Höckendorf - Höfchen - Kriebethal - Reichenbach |

| - Leisnig - Altenhof - Altleisnig - Beiersdorf - Bockelwitz - Börtewitz - Brösen - Clennen - Dobernitz - Doberquitz - Doberschwitz - Fischendorf - Görnitz - Gorschmitz - Großpelsen - Hetzdorf - Kalthausen - Klosterbuch - Korpitzsch | - Kroptewitz - Leuterwitz - Marschwitz - Meinitz - Minkwitz - Naundorf - Naunhof - Nicollschwitz - Paudritzsch - Polditz - Polkenberg - Queckhain - Röda - Scheergrund - Sitten - Tautendorf - Tragnitz - Wiesenthal - Zollschwitz |

| - Auerswalde - Biensdorf - Garnsdorf - Krumbach | - Merzdorf - Niederlichtenau - Oberlichtenau - Ottendorf |

| - Lunzenau - Berthelsdorf - Cossen - Elsdorf | - Göritzhain - Himmelhartha - Rochsburg |

| - Mittweida - Falkenhain - Frankenau - Kockisch - Lauenhain - Neudörfchen | - Ringethal - Rößgen - Tanneberg - Thalheim - Weißthal - Zschöppichen |

| - Oederan - Börnichen - Breitenau - Frankenstein - Gahlenz - Görbersdorf | - Hartha - Kirchbach - Memmendorf - Schönerstadt - Wingendorf |

| - Penig - Amerika - Arnsdorf - Chursdorf - Langenleuba-Oberhain - Markersdorf | - Niedersteinbach - Obergräfenhain - Tauscha - Thierbach - Wernsdorf - Zinnberg |

| - Reinsberg - Bieberstein - Burkersdorf - Dittmannsdorf - Drehfeld | - Gotthelffriedrichsgrund - Hirschfeld - Neukirchen - Steinbach |

| - Rochlitz - Breitenborn - Noßwitz - Penna | - Stöbnig - Wittgendorf - Zaßnitz |

| - Greifendorf - Hermsdorf - Moosheim - Niederrossau | - Oberrossau - Schönborn-Dreiwerden - Seifersbach - Weinsdorf |

| - Roßwein - Gleisberg - Grunau - Haßlau - Littdorf - Mahlitzsch - Naußlitz - Niederstriegis | - Ossig - Otzdorf - Seifersdorf - Ullrichsberg - Wettersdorf - Wetterwitz - Zweinig |

| - Seelitz - Beedeln - Bernsdorf - Biesern - Döhlen - Fischheim - Gröblitz - Gröbschütz - Kolkau - Köttern | - Pürsten - Seebitzschen - Sörnzig - Spernsdorf - Städten - Steudten - Winkeln - Zetteritz - Zöllnitz - Zschaagwitz |

| - Arnsdorf - Berbersdorf - Böhrigen - Dittersdorf - Etzdorf - Gersdorf - Goßberg | - Kaltofen - Kummersheim - Marbach - Mobendorf - Naundorf - Pappendorf - Schmalbach |

| - Waldheim - Gebersbach - Gilsberg - Heiligenborn - Knobelsdorf - Massanei | - Meinsberg - Neuhausen - Rauschenthal - Reinsdorf - Rudelsdorf - Schönberg |

| - Wechselburg - Altzschillen - Carsdorf - Corba - Göhren - Göppersdorf | - Hartha - Meusen - Mutzscheroda - Nöbeln - Seitenhain - Zschoppelshain |